# Karniewo (powiat makowski)
Karniewo – wieś sołecka w Polsce położona w województwie mazowieckim, w powiecie makowskim, w gminie Karniewo.
Wzmiankowana w 1376. W drugiej połowie XVI w. wieś szlachecka położona była  w powiecie makowskim ziemi różańskiej.
W latach 1954–1972 wieś należała i była siedzibą władz gromady Karniewo. W latach 1975–1998 miejscowość należała administracyjnie do województwa ciechanowskiego.
Jest siedzibą gminy Karniewo oraz rzymskokatolickiej parafii Wszystkich Świętych.
Wieś leży przy drodze krajowej nr 60. Na obszarze wsi zainstalowano odcinkowy pomiar prędkości.
We wsi kościół gotycki z XVI w., częściowo przebudowany w XVII w. w stylu barokowym. Dzwonnica z XIX w.